# 拉瓦拉瓦

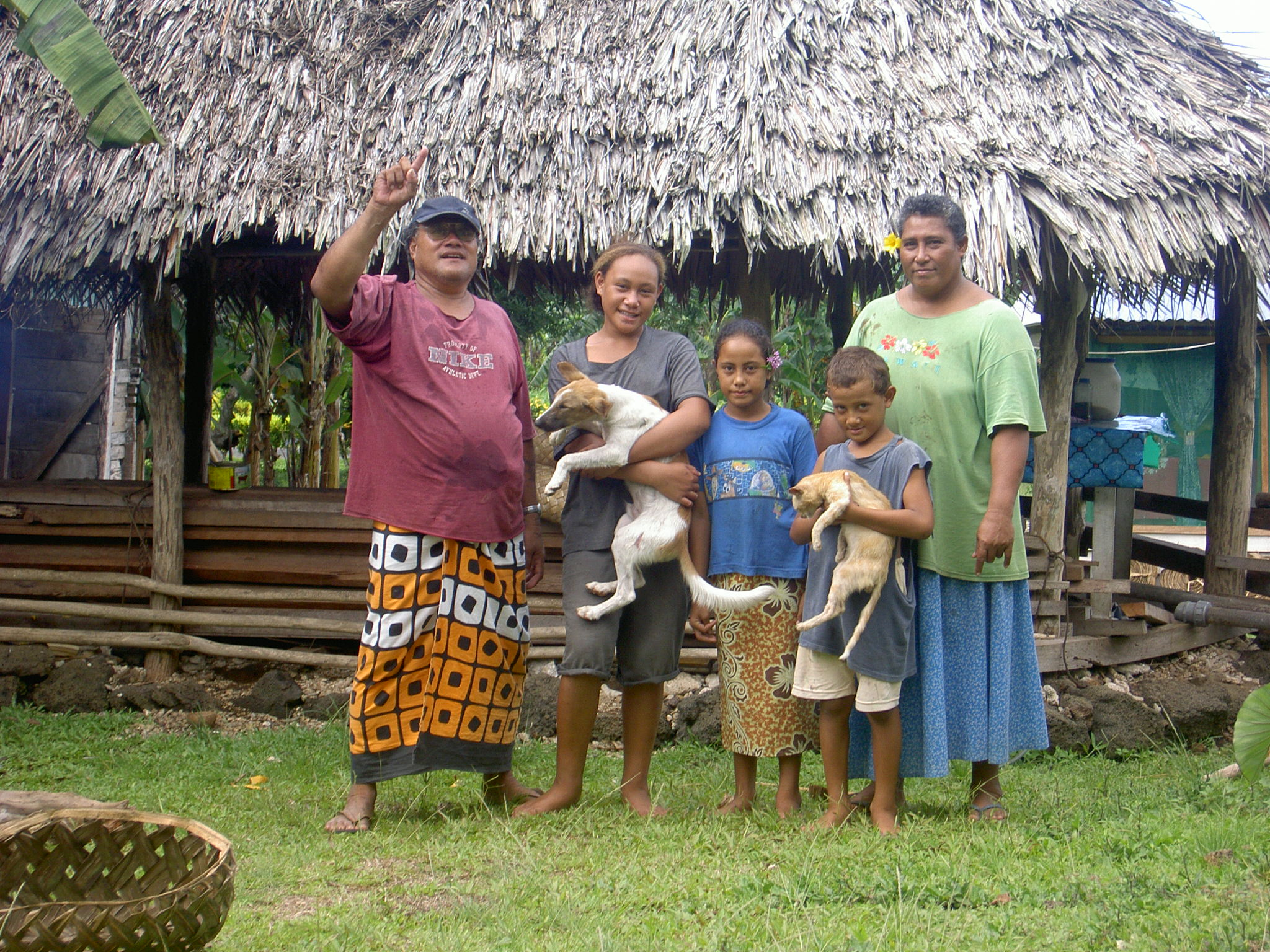
一个萨摩亚人家庭

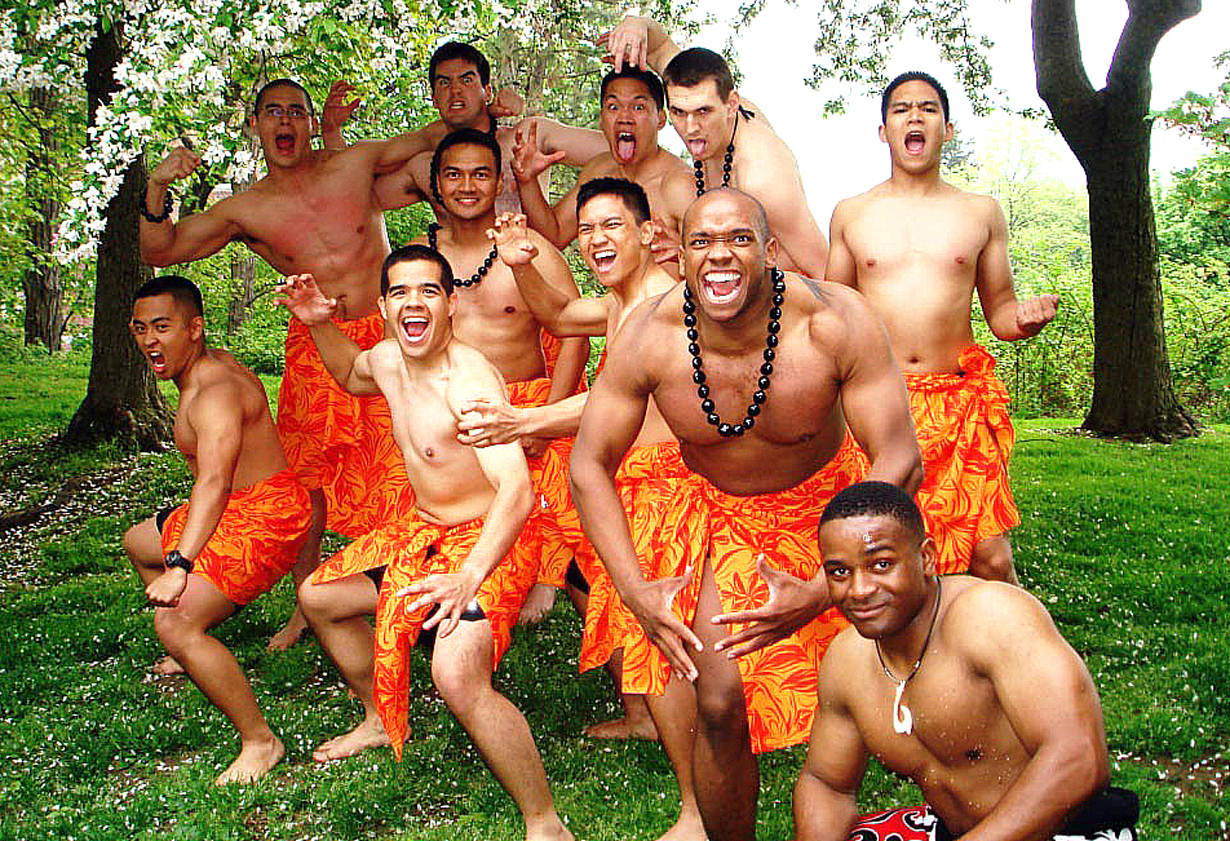
一群穿著拉瓦拉瓦的男性

拉瓦拉瓦（Lavalava）是一种波利尼西亚人特别是萨摩亚人所穿的服装。是由一块简单的方形布料像裙子一样围在身上。与之相似的服装是拉普拉普（lap-lap），这种服装在两边都有开口。